# IEEE Transactions on Semiconductor Manufacturing
IEEE Transactions on Semiconductor Manufacturing  is een internationaal, aan collegiale toetsing onderworpen wetenschappelijk tijdschrift op het gebied van de natuurkunde. De naam wordt in literatuurverwijzingen meestal afgekort tot IEEE Trans. Semicond. Manuf.
Het wordt uitgegeven door het Institute of Electrical and Electronics Engineers en verschijnt 4 keer per jaar.
Het eerste nummer verscheen in 1988.